# Matthäus (Bischof von Krakau)
Matthäus († 1166 in Krakau) war ab 1143 Bischof von Krakau. 

## Leben
Matthäus wurde von dem polnischen Seniorherzog Władysław dem Vertriebenen als Krakauer Bischof eingesetzt. Nach der Vertreibung Władysławs 1146 arrangierte sich Matthäus mit dessen jüngeren Brüdern sowie dem Palatin Piotr Włostowic. 1148 konsekrierte er die Krakauer Augustinus-und-Johannes-der-Täufer-Kirche und holte 1162 die Norbertanerinnen nach Krakau sowie die Chorherren vom Heiligen Grab nach Miechów. Er stand in Briefkontakt mit Bernhard von Clairvaux, dem er eine katholische Mission von Russland nahelegte. Er war Lehrer von Wincenty Kadłubek und taucht mehrfach in dessen Chroniken Chronica Polonorum bzw. Chronica seu originale regum et principum Poloniae auf.